# Daft Club
《Daft Club》（英语直译：傻瓜俱乐部）是法国电子音乐二人组蠢朋克的第一张混音专辑，由维京唱片于2003年12月1日发行。这张专辑收录了他们第二张专辑 (2001年) 中的多首曲目和首张专辑《家庭作业》 (1997年) 中的一首曲目的混音。
这张专辑收到了评论家们的褒贬不一的评价，他们往往认为《发现》专辑中歌曲的混音版不如原版。

## 背景
专辑名称来自蠢朋克的在线音乐服务，该服务收录了混音歌曲、蠢朋克在Que Club表演的现场录音（后来以现场专辑《Alive 1997》的形式发行）以及阿卡贝拉和器乐版的《Harder, Better, Faster, Stronger》。购买专辑首批唱片的用户可以免费享受该服务。每张专辑都附有一张“Daft Club”会员卡，可访问Daft Club网站。该服务于2003年1月结束。
关于这张专辑和在线音乐服务，托马斯·本高特表示：
|  | 找到一个开放的新渠道是件好事，它为我们打开了一扇新的大门，但不会超出以前的范围。它为我们自己和听我们音乐的人之间建立了联系。没有时间限制，它可以帮助人们获得和聆听我们的音乐。今天可以完成的曲目明天就可以在网上发布。另一件事是通过互联网真正表达自己。另一件事是真正为 CD本身带来一些价值。购买CD不应该成为唱片业的慈善事业。这真的很重要，因为从某种程度上来说，它已经变成了慈善事业。购买我们CD的人会说，“我买CD是因为我想帮助艺术家”，从某种程度上说，这样想是胡说八道。这是真实的事情，令人遗憾。 |

电影《星际5555》的限量版第二张光盘中收录了“Daft Club”。此版本省略了曲目《Something About Us》 (星际5555爱情主题)。该专辑的限量版也在日本发行。它包含一个额外的曲目和一个额外的DVD-视频。DVD包含《星际5555》的预览、与 蠢朋克的英文访谈、电影中《Crescendolls》的音乐视频以及《Something About Us》的视频各种场景剪辑。
在专辑《发现》中的曲目除《Nightvision》、《Superheroes》、《High Life》、《Veridis Quo》和《Short Circuit》外，均在Daft Club中重新混音。 代替这些曲目的是《Face to Face》、《Harder, Better, Faster, Stronger》和《Aerodynamic》的附加混音版。另外还有《Aerodynamic》的B面曲目《Aerodynamite》、之前未发行的曲目《Ouverture》和专辑家庭作业曲目《Phoenix》的混音版。

## 评论
《Daft Club》的评价褒贬不一。《Pitchfork》发表了一篇极其负面的评论，其中一位艺术家用插图解释了混音后的歌曲与原版的对比。评论还指出，[这张专辑]的创作者“似乎都想彻底毁掉原作”，而且“从头到尾听《Daft Club》就像是看着心爱的人被肢解——这里没有必要夸大其词。”

## 曲目列表
| Daft Club track listing | Daft Club track listing                                 | Daft Club track listing |
| 曲序                    | 曲目                                                    | 时长                    |
| ----------------------- | ------------------------------------------------------- | ----------------------- |
| 1.                      | Ouverture                                               | 2:41                    |
| 2.                      | Aerodynamic（Daft Punk remix）                          | 6:11                    |
| 3.                      | Harder, Better, Faster, Stronger（The Neptunes remix）  | 5:11                    |
| 4.                      | Face to Face（Cosmo Vitelli remix）                     | 4:55                    |
| 5.                      | Phoenix（Basement Jaxx remix）                          | 7:52                    |
| 6.                      | Digital Love（Boris Dlugosch remix）                    | 7:30                    |
| 7.                      | Harder, Better, Faster, Stronger（Jess & Crabbe remix） | 6:00                    |
| 8.                      | Face to Face（Demon remix）                             | 6:59                    |
| 9.                      | Crescendolls（Laidback Luke remix）                     | 5:26                    |
| 10.                     | Aerodynamic（Slum Village remix）                       | 3:37                    |
| 11.                     | Too Long（Gonzales version）                            | 3:13                    |
| 12.                     | Aerodynamite                                            | 7:48                    |
| 13.                     | One More Time（Romanthony's Unplugged）                 | 3:40                    |
| 14.                     | Something About Us（Love Theme from Interstella 5555）  | 2:12                    |
| 总时长：                | 总时长：                                                | 73:15                   |

## 音乐评分
| 評論得分      | 評論得分 |
| 來源          | 評分     |
| ------------- | -------- |
| AllMusic      | [ 5 ]    |
| 《Blender》   | [ 6 ]    |
| 《娱乐周刊》  | C−       |
| 《卫报》      | [ 8 ]    |
| 《MusicOMH》  | (mixed)  |
| 《Pitchfork》 | (1.3/10) |
| Rockfeedback  | [ 10 ]   |

## 排行榜
| 年份 (2003年–2004年)                      | 最高 排名 |
| ----------------------------------------- | --------- |
| 法國（SNEP專輯榜）                        | 130       |
| 美國（《告示牌》Dance/Electronic Albums） | 8         |

| 年份 (2021年)                     | 最高 排名 |
| --------------------------------- | --------- |
| 瑞士（Schweizer Hitparade專輯榜） | 69        |